# Марсел Марсо
Марсел Марсо, рођен као Марсел Менгел, (Стразбур, 22. март 1923 - Кахор, Лот 22. септембар 2007) био је француски глумац и пантомимичар највише познат по његовој улози БИП кловн. Пантомиму је доживљавао као уметност тишине и наступао је професиоално широм света преко 60 година. Као младић, живео је у бекству и радио са француским отпором токо већег дела Другог светског рата, наступајући први пут пред 3000 војника након ослобођења Париза у августу 1944. године.Водећи се ратним стањем, студирао је драмске уметности и пантомиму у Паризу. 
1959. године основао је сопствену школу пантомиме у Паризу и накнадно основао Марсо Фондацију да би промовисао уметност у САД-у.
Међу разним наградама и признањима, именован је за Великог официра Легије части (1998. године) и добио је Национални Орден за заслуге у Француској (1998. године). Добио је Еми награду за свој рад на телевизији, изабран је за члана Академије ликовних уметности у Берлину и проглашен је Националним благом у Јапану. Био је пријатељ са Мајкл Џексоном скоро двадесет годинаи Џексон је рекао да је користио неке од Марселових техника у својим плесним корацима.

## Детињство и младост
Марсел Менгел рођен је у Стразбуру, у Француској у јеврејској породици. Његови родитељи били су Ен Берзберг и Чарлс Менгел, кошер месар. Када је Марсел имао четири године, породица се преселила у Лил, али су се касније вратили у Стразбур. Када је Француска ушла у Други светски рат, Марсел, 16, побегао је са својом породицом у Лимож. 1944. године Марселов отац је заробљен и депортован у озлоглашени концентрациони логор Аушвиц, где је убијен. Марселова мајка је преживела. 
Марсел и његов млађи брат Ален, променили су презиме Марсо током немачке окупације на Француску. Назив је изабран као референца на Франсоа Северин Марсо Десгравиерс, генерала француске револуције. Два брата су се придружила француском Покрету отпора у Лиможу, где су сачувала велики број деце из закона трке и концентрационих логора и након ослобођења Париза придружили су се француској војсци. Захваљујући Марселовом одличном баратању енглеског, француског и немачког језика, радио је као официр за везу са војском генерала Џорџа Патона.
Када је имао пет година мајка га је одвела да гледа филм Чарлија Чапллина, који га је одушевио и подстакао да постане пантомимичар. Први пут је користио пантомиму када је Француска била нападнута да би јеврејска деца била тиха док им је помагао да побегну у Швајцарску. 
Након завршетка рата 1945. године уписује се као ученик школе примењених уметности Чарлс Далин у позоришту Сара Бернхардт у Паризу, где је студирао са наставницима као што су Џошуа Смит и Етиен Декро, који је такође учио Жан Луи Бароа.

## Каријера
Марсо се прикључио компанији Жан Луи Баро-а, и брзо је постао глумац са улогом Баптисте у Арлекину у пантомими,(коју је Баро играо у Деци из раја). Марсеов перфоранс је донео такву славу да је био охрабрен да представи своју прву мимодраму Праксител и златна рибица у позоришту Бернхардт исте године. Углед је био широко признат и Марсоова каријера пантомимичара чврсто успостављена. 
1947. Марсо је створио кловна Бипа и први пут га играо у позоришту Пош у Паризу. При извођењу носио је пругасти џемпепер и измучени свилени оперски шешир. Одевна комбинација је представљала животну нестабилност и Бип је постао његов алтер его, баш као што је Мала скитница постао Чарли Чаплинов. Бипове авантуре са свима почев од лептира до лавова, од бродова до возова, од плесних дворана до ресторана, биле су неограничене. Као стил пантомиме Марсо је био признат без премца. Марсо је током телевизијског интервјуа са Тодом Фарлијем одао поштовање техникама пантомиме Чарлија Чаплина које он користи у својим филмовима, истичући да се чинило да је он једини глумац немог филма који користи мимику. 
Његове тихе вежбе пантомиме укључујући ''Кавез'', Шетња супротно од ветра, Творац маски и У парку, све су постале класици који су екранизовани. Сатире о свему од вајара до матадора су описане као радови генија. Посматрајући га годинама као човека из познате Младости, Зрелости, Старости и Смрти, један критичар је рекао : "Он постиже у две минуте виш него већина новелиста не могу да ураде у количинама." Марсо је покушао да објасни неке од својих унутршњих осећања док је стварао пантомиму назваши је уметност тишине. 
Уметност тишине говори са душом, као музика, стварајући трагедију или комедију укључујући тебе и твој живот ... стварајући карактер и простор, правећи шоу на сцени - показујући наше животе, наше снове, наша очекивања.
1949. године након што је примио Дебиро награду (основану као спомен на мајстора патомиме Жан Гаспар Дебиро-а) за његову другу мимодраму, Смрт пре Зоре, Марсо је основао Компанију пантомиме Марсел Марсо, једину компанију пантомиме на свету у то време. Водећи ансамбл који је играо у позориштима у Паризу као што су Позориште на Јелисејским пољима, Ренесансно позориште, Позориште Бернхардт, као и у другим играоницама широм света. 
Од 1959. до 1960. године, ретроспектива његових мимодрама укључујући Капут од Гогоља, кандидовао се за целу годину у Амбигу позоришту у Паризу. Продуцирао је 15 мимодрама укључујући и Пјеро од Монмартра, Три перике, Залагаоница, 14. јул, Вук од Цу Ку Ми, Париз плаче - Париз се смеје и Дон Жуан (адаптација од шпанског писца Тирсо де Молина). 

## Светско признање
Марсо је наступао широм света желећи да прошири уметност тишине. Интелектуална мањина је знала за њега пре него што је први пут обишао САД 1955. и 1956. године близу Северноамеричког дебитовања на Стратфорд фестивалу у Канади. Након званичног отварања Феникс позоришта у Њујорку где је добио изванредне критике, прешао је у веће позориште Баримур да би се приближио публици. Прва турнеја по Америци завршила се са рекордним повратком масе која је стајала у просторијама у Сан Франциску, Чикагу, Вошингтону, Филаделфији, Лос Анђелесу и другим већим градовима. Његове богате трансконтиненталне туре укључивале су Јужну Америку, Африку, Аустралију, Кину, Јапан, Југоисточну Азију, Русију и Европу. Његова последња светска турнеја обухватила је САД 2004. године и вративши се у Европу 2005. године и Аустралију 2006. године. Он је био је дан од најчувенијих пантомимичара на свету. Марселова уметност је постала позната милионима због многих телевизијских гостовања. Његово прво појављивање на телевизији као звезде извођача било је са Мек Либманом, Мајкл Дагласом и Дином Шор и такође је имао самостални шоу назваши га Упознајте Марсела Марсоа. Одржао је са Ред Скелтоном три концерта пантомиме. 
Марсо је такође показао своју свестраност у филмовима као што је улога Професора Пинга у Барбарели (1968), Први разред (1970), у којем је играо 17 улога; Шенкс (1974), где је комбиновао тиху уметност играјући глувог и немог луткара и свој таленат за причу у улози лудог научника; и играо је самог себе у филму Мел Брукс - Тихом филму (1976) где је намерно и иронично био једини лик који је имао звучни говорни део изговоривши једну једину реч Не! када га је Брукс питао да ли би учествовао филму. Његово последње појављивање на филму односило се на мале улоге у Клаус Кинскијевом Паганини-ју (1989) и Јозефовом поклону (1998). Такође је имао улогу у нискобуџетном филму грубо базираном на његовој животној причи названој Обој у бело. Филм никад није довршен јер је други глумац у филму, његов пријатељ из школе, умро на половини снимања филма. Као аутор, Марсо је објавио две књиге за децу Марсел Марсо алфабет и Марсел Марсо књига за рачуњање, и поезију и илустрације, укључујући и Баладу Париза и Балада Света; Књигу уметности у којој је написао 1966. Искошени текст године Причу о Бипу написао и илустровао Марсо, а објавио Харпер и Ред. 
1982. године објављује Треће око, његову колекцију од десет оригиналних литографија, која је објављена у Паризу са Марселовим пратећим текстом. Белфонд Париза је објавио Пимпорело 1987. године. 2001. године нова књига са сликама за децу названа је Бип у књизи објављена је од стране Стјуарта, Таборија и Чанга и продавала се у књижарама у Америци, Француској и Аустралији. 
1969. године Марсел Марсо је отворио прву школу Међународну школу за пантомиму у позоришту Музике у Паризу. Школа је била отворена две године, а мачевање, акробатске вештине, балет је предавало пет професора пантомиме. 
1978. године Марсо је основао своју школу Међународну школу мимодраме у Паризу. 